# Люневиль (округ)
Люневиль (фр. Lunéville) — округ (фр. Arrondissement) во Франции, один из округов в регионе Лотарингия. Департамент округа — Мёрт и Мозель. Супрефектура — Люневиль.
Население округа на 2006 год составляло 78 137 человек. Плотность населения составляет 54 чел./км². Площадь округа составляет всего 1451 км².

## Кантоны округа
- Арракур
- Баккара
- Бадонвиллер
- Байон
- Бламон
- Сире-сюр-Везуз
- Жербевиллер
- Люневиль-Нор
- Люневиль-Сюд